# تاتار (زنگلان)
تاتار (به لاتین: Tatar) یک منطقه مسکونی در جمهوری آذربایجان است که در شهرستان زنگلان واقع شده است.